# Patricia Castañeda
Patricia Castañeda (ur. 16 lutego 1976 roku w Cali) – kolumbijska aktorka. 
Patricia Castañeda znana jest głównie z telenowel: Hacjenda La Tormenta, w której zagrała Magdalenę Camacho oraz Kobieta w lustrze – jako Giselle González.

## Filmografia
- 2007: Miłość w czasach zarazy (Love in the Time of Cholera) jako Kobieta
- 2007: Satanás jako Valeria
- 2005: Hacjenda La Tormenta (Tormenta, La) jako Magdalena
- 2004–2005: Kobieta w lustrze (Mujer en el espejo, La) jako Giselle González
- 2002: Pecados capitales jako Caridad
- 1995: Tiempos difíciles jako Paula Cortez